# (1203) Nanna
(1203) Nanna es el asteroide número 1203, en el cinturón principal. Fue descubierto por el astrónomo Max Wolf desde el observatorio de Heidelberg, el 5 de octubre de 1931. Su designación alternativa es 1931 TA. Está nombrado por los varios retratos del pintor alemán Anselm Feuerbach (1829-1880) titulados Nanna.